# Prise de Dantzig
Guerres entre la Pologne et l'État teutonique
La prise de Dantzig par les chevaliers Teutoniques le 13 novembre 1308 marque le début des guerres entre la Pologne et l'État teutonique.

## Dantzig à l'aube duXIVesiècle

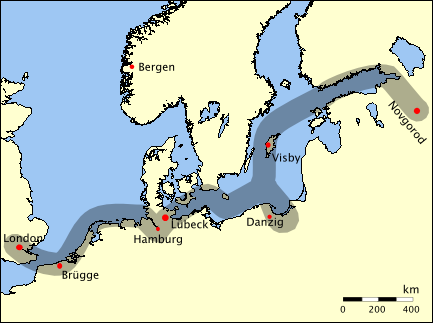
Principales routes commerciales des villes de la Hanse

A l'aube du XIVe siècle, Dantzig est un nœud commercial de tout premier plan, connue principalement pour son rôle dans l'importation et la distribution de textiles . Ville portuaire, elle est insérée dans les échanges commerciaux des villes de la Hanse. La ville est fortifiée par des murailles en bois et se situe à l'emplacement actuel de la vieille ville de Dantzig.
Dantzig se trouve en Poméranie orientale, une région dont la population est alors majoritairement slave. Cependant la population de Dantzig est en grande partie germanophone. En effet dès la fin du XIIe siècle des marchands allemands, principalement originaires de Lübeck, avaient commencé à s'établir à Dantzig. Au cours du siècle suivant, les dirigeants polonais avaient facilité cette migration en accordant aux marchands de la ville toute une série de privilèges visant à favoriser le commerce. Ainsi, en cas de naufrage d'un des bateaux des marchands de Dantzig, les seigneurs féodaux locaux n'avaient pas le droit de récupérer leur cargaison à leur profit. La ville a également bénéficié des privilèges inhérents au droit de Lübeck, un droit qui a été accordé à la ville par le duc de Poméranie Świętopełk II, duc de Dantzig. Depuis la toute fin du XIIe siècle., Dantzig est régie par le droit de Magdebourg.
Durant tout le XIIIe siècle, la ville de Dantzig a changé de mains plusieurs fois, principalement entre le duché de Poméranie orientale (1227 -1266) créé par Świętopełk II et le royaume de Pologne. Les patriciens de la ville sont essentiellement d'origine allemande, bien qu'il arrive que des habitants d'origine slave occupent de hautes fonctions.
A l'aube du XIVe siècle, Dantzig est par ailleurs une ville chrétienne qui est rattachée à l'évêché de Wloclawek (Leslau).

## Contexte et cause
En 1301, sous le règne du roi de Pologne  Venceslas II, le duc de Rügen Wisław II attaque Dantzig. Incapable de repousser l’invasion par lui-même, Venceslas se tourne vers les chevaliers teutoniques, qui arrivent immédiatement sur place. Après avoir vaincu les Rugiens, ils repartent sans faire aucune revendication sur la ville de Gdansk. En échange de ce service, ils reçoivent de Venceslas II de vastes domaines en Poméranie.
À l’été 1308, une rébellion est déclenchée par différents chevaliers de Poméranie, avec à leur tête  la famille noble Swienca (Święcas), la même famille à laquelle Venceslas II avait autrefois confié le rôle de gouverner la province en son nom. Les rebelles s'allient à Valdemar de Brandebourg. Otton IV, magrave de Brandebourg, décide d'attaquer la Poméranie . Il occupe Gdańsk en septembre 1308. Les habitants de Gdańsk cèdent volontairement la ville aux Brandebourgeois, tandis que la garnison polonaise de la ville résiste.
Ladislas 1er appelle les chevaliers Teutoniques à la rescousse L'Ordre teutonique envoie d'abord une petite force dirigée par Günther von Schwarzbourg et composée de chevaliers, mais surtout de Prussiens accomplissant leurs obligations militaires envers l'Ordre. Au départ, l'ordre coopère avec ses alliés polonais. Cependant, à l'arrivée d'Heinrich von Plotzke, la situation dégénère et les anciens alliés se battent entre eux. L'Ordre teutonique prend le contrôle de l'entièreté de la ville. Il l'annexe par la suite avec la Poméranie orientale, à son État teutonique. Le rétablissement de la domination polonaise sur la Poméranie devient l’un des objectifs des deux rois polonais successifs.

## Occupation teutonique

### Prise de la ville et massacre
Dans le château, un conflit surgit entre les chevaliers teutoniques et polonais, ces derniers s’opposant à une prise de contrôle par les premiers. Après plusieurs combats, les forces polonaises, en infériorité numérique, quittent le château. Au cours du combat rapproché qui s’ensuit dans les rues, les chevaliers teutoniques prennent le dessus sur les forces brandebourgeoises. Les chevaliers victorieux tuent de nombreux citoyens et chevaliers adverses.  Au matin du 13 novembre, les opposants sont tous vaincus, des corps gisent dans les rues et les exécutions se poursuivent.
Le déroulement précis des événements survenus dans la nuit du 12 ou 13 novembre 1308 sont encore matière à débat parmi les historiens contemporains, en particulier en ce qui concerne le nombre de victimes, leur origine ainsi que le degré d'implication politique des victimes dans le conflit.

### Accusation d'un massacre de grande ampleur perpétré par l'Ordre teutonique

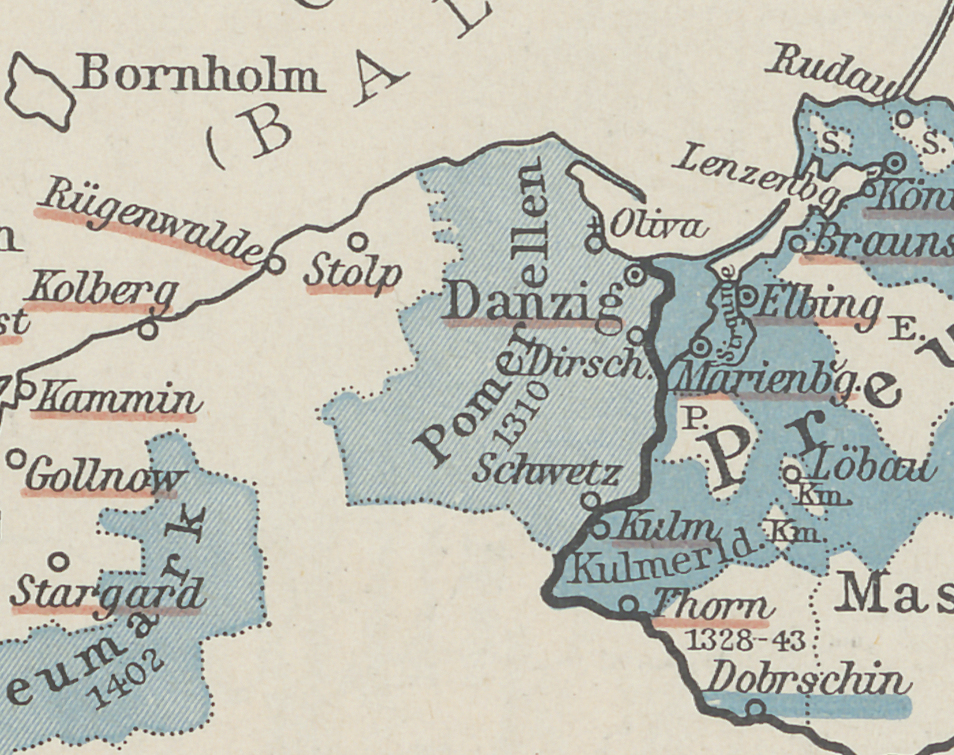
Occupation de la Poméranie par l'Ordre Teutonique au XIVe siècle.

Peu de temps après la prise de pouvoir, le 19 juin 1310, les chevaliers teutoniques sont accusés d’avoir massacré 10 000 personnes lors de la prise de Dantzig, dans une bulle émise par le pape Clément V.
Le nombre de 10 000 victimes est plus élevé que la population de Dantzig d'alors, évaluée à environ 4000 personnes. Pour sa défense, l'Ordre teutonique avance qu'il n'aurait tué que 17 voleurs et brigands de haut chemin, des criminels que l’Ordre teutonique aurait demandé à la population de Dantzig de lui livrer. En 2021, le consensus parmi les historiens est que le nombre réel de victimes s'est sans doute élevé entre 60 et 150 personnes et que par ailleurs les victimes étaient d'une part des habitants de Dantzig et d'autre part des chevaliers poméraniens.
La bulle contient d’autres accusations contre l’Ordre Teutonique, résultant d’un différend entre sa branche livonienne et les citoyens ainsi que l’archevêque de Riga.
La bulle demande une enquête sur les accusations qui a été commencée par François de Moliano en 1312. Pendant l’inquisition, Moliano excommunie les chevaliers teutoniques, mais cela est annulé en 1313. Le procès de Riga est finalement tranché en faveur de l’Ordre Teutonique par le successeur de Clément, Jean XXII, après une audience à Avignon en 1319. Les rois polonais suivants tentent d'autres procès mais les poursuites n'ont aucun effet.

### L'après
Lorsque les Polonais refusent d’accepter une compensation financière pour la prise de contrôle de la ville par les Chevaliers, l’Ordre décide de conquérir d’autres villes comme Świecie. Les chevaliers s’emparent alors du reste de la Poméranie appartenant aux troupes de Brandebourg. En septembre 1309, le margrave Valdemar de Brandebourg vend ses droits sur le territoire à l’Ordre Teutonique pour 10 000 marcs dans le traité de Soldin, reliant ainsi l’État de l’Ordre Teutonique à celui du Saint-Empire romain germanique. Si pour l’Ordre, ce pont terrestre avec l’Empire est une amélioration stratégique majeure en reliant ses territoires baltes à ses bailliages allemands, c'est en même temps une perte majeure pour la Pologne devenue un pays enclavé,. Ainsi, la prise de contrôle déclenche une série de conflits entre la Pologne et l’Ordre Teutonique, et ces conflits ont à leur tour déclenché un conflit au sein de l’Ordre lui-même.
Certains frères sont en faveur d’une concession de la Poméranie en échange de bonnes relations avec la Pologne, mais les autres, majoritaires, pensent qu’une telle concession conduirait finalement à l’expulsion totale des chevaliers de leur État. Ces désaccords au sein de l'Ordre Teutonique provoquent l’abdication du Grand Maître Charles de Trèves en 1318 et l’assassinat du Grand Maître Werner d’Orseln en 1330.
La possession de Dantzig et de la Poméranie par l’Ordre Teutonique a été constamment remise en question par les rois polonais Ladislas 1er et Casimir le Grand dans des procès judiciaires devant la cour papale en 1320 et 1333.  Les chevaliers teutoniques reçoivent l’ordre du pape de rendre la Poméranie et d’autres terres à la Pologne, mais ils n'obtempèrent pas. En conséquence, une guerre commence.